# Гуменчук, Александр Иванович
Алекса́ндр Ива́нович Гуменчу́к (род. 20 января 1952, Кузнецово, Тернейский район, Приморский край) — современный украинский живописец, дизайнер, педагог, заслуженный художник Украины (2008 г.).

## Биография
Родился в семье военнослужащего. В 1982 году окончил факультет дизайна Латвийской Государственной художественной Академии имени Т. Залькална (г. Рига, Латвия). С 1982-го проживает в г. Хмельницком (Украина).
С 1982 года работает в области станковой и монументальной живописи. Неоднократный участник и призер республиканских, региональных и областних выставок. Провел ряд персональных выставок за рубежом и в разных городах Украины. 1986 начал выставочную деятельность. С 2002 года — член Национального союза художников Украины.
В 2003—2013 гг. — преподаватель кафедры дизайна Хмельницкого национального университета. С 2013 года — на творческой работе.

## Творческая деятельность
Техника живописи, в которой работает Александр — это синтез рельефов, коллажей и цвета, так называемая авторская техника.
Принимал участие во всеукраинских, региональных и международных выставках, среди них всеукраинские: «Живописная Украина» (1995, 1996, 1997; 2000), «Колокола Чернобыля» (Киев, 1996), выставка-конкурс, посвященная 2000-летию Крещения Украины-Руси (1998), региональные Винница, Ровно, Тернополь — 2000—2006, зарубежная (г. Вольфсбург, Германия, произведения не возвратились), городские выставки-конкурсы, посвященные Дню города Хмельницкого «В сияньи вечной красоты душа родного города» — 2005—2008 гг. (звание лауреата в номинациях «живопись», «город», «люди», Гран-при и Почетная награда Хмельницкого городского председателя в 2006 г.), групповые выставки преподавателей кафедри дизайна в мэрии города Хмельницкого (2006—2012 гг.). В 2008 г. художник удостоен почетного звания «Заслуженный художник Украины».
Как дизайнер по профессии имеет воплощенные разработки интерьеров, преподавал дизайнерские дисциплины в Хмельницком национальном университете, в составе бригады художников работал над созданием первого в стране Музея Голодомора на Украине 1932-33 гг. в Меджибоже, 2008 г.).
Как художник-монументалист выполнял различные декоративные произведения в технике сграффито, стенописи, объемные витражи, керамические панно в г. Хмельницком и области).
Произведения Олександра Гуменчука приобретены Министерством культуры Украини, хранятся в отечественных музеях, частных коллекциях почитателей его творчества на Украине, в России, Польше, Германии, Венгрии, США и в других странах.

### Персональные выставки
1. 1996 — Галерея «Pol-Art», Национальный музей (Познань) г. Познань, Польша.
2. 1998 — Галерея «Акварель», г. Киев.
3. 1998 — Галерея-студия Н. С. Косаревой, г. Хмельницкий.
4. 1998 — Выставочный зал Обленэрго, г. Хмельницкий.
5. 1999 — Галерея на Проскуровской, г. Хмельницкий.
6. 2000 — Галерея-студия Н. С. Косаревой, г. Хмельницкий.
7. 2000 — Галерея-студия «Энеида», г. Одесса.
8. 2001 — Выставочный зал Коммунтеплоэнерго, г. Хмельницкий.
9. 2002 — Выставочный зал Хмельницкой областной организации НСХУ.
10. 2002 — Выставочный зал спортивного комплекса «Метеор», г. Днепропетровск.
11. 2003 — Выставочный зал Тернопольской областной организации НСХУ.
12. 2004 — Выставочный зал Облэнерго, г. Хмельницкий.
13. 2005 — Галерея-студия Н. С. Косаревой, г. Хмельницкий.
14. 2005 — Органный зал филармонии, г. Хмельницкий, в рамках Четвертого Подольского фестиваля органной и камерной музыки.
15. 2012 — Выставочный зал Хмельницкого художественного музея.

## Список литературы
- Художники Хмельницького: альбом /В. І. Карвасарний — проект. — Тернопіль: ТзОВ «Терно-граф», 2013. — С. 34-35.
- Думки творчий злет: художньо-публіцистичний альманах ХНУ. Вип.2. /відп. ред.-уклад. М. П. Войнаренко, В. Ц. Михалевський. — Хмельницький: ПП Мельник А. А., 2014. — С.94 (іл.), 112, фото.
- Хранитель детских сокровищ // Деловая Украина.- 2001. — 31 окт.
- Подольський Г. Митець, котрий випереджає час // «Є!». — 2002. — 28 січ.
- Слободянюк Т. Український космос Олександра Гуменчука / Тетяна Слободянюк // Поділ. вісті. — 2012. — 19 січ.
- Жива душа, відбита у живописі. 16-18 жовтня 2013 року на базі Хмельницького національного університету презентація творчості художника Олександра Гуменчука — /Автор-упоряд. Рожко-Павленко Л. Ф. — Хмельницький: ХНУ, 2013. — 27 с.: іл.

## Электронные источники
- Александр Гуменчук (портфолио художника) Архивная копия от 5 марта 2016 на Wayback Machine
- Картини Олександра Гуменчука нагадують обереги | Новини — Є
- Александр Гуменчук — Виртуальная галерея искусств
- Гуменчук Александр — Продюсерский центр Архивная копия от 14 марта 2022 на Wayback Machine
- Гуменчук Олександр Іванович. Енциклопедія Сучасної України. Архивная копия от 15 августа 2020 на Wayback Machine
- Олександр Гуменчук. Живопис — Хмельницький обласний музей
- Кафедра дизайну — Хмельницький національний університет Архивная копия от 15 октября 2011 на Wayback Machine
- Відкрито перший в Україні музей Голодомору 1932—1933 років Архивная копия от 30 сентября 2015 на Wayback Machine
- Гуменчук Олександр Іванович — Національна Спілка Художників України
- Присвоєно почесне звання «Заслужений художник України» — 2008 рік (180 стр.) Архивная копия от 17 октября 2014 на Wayback Machine
- У Хмельницькому відкрилася виставка художників міста (недоступная ссылка)
- Музей голодомору — Арт-це СВОБОДА
- VII Міжнародна науково-практична конференція «Професійне становлення особистості: проблеми і перспективи» презентація творчості заслуженого художника України, викладача кафедри дизайну ХНУ Олександра Гуменчука.